# Fragtbørs
En fragtbørs er en virtuel opslagstavle, der knytter ledige lastbilskapaciteter og fragter sammen, hvilket gør, at både speditører og vognmænd kan optimere deres disponering.

## Eksterne kilder og henvisninger
| Erhverv og erhvervsliv | Spire Denne artikel om erhverv, erhvervsliv og arbejdsmarked er en spire som bør udbygges. Du er velkommen til at hjælpe Wikipedia ved at udvide den. |